# Jean Adel Elya
Jean Adel Elya (né à Maghdouché au Liban le 16 septembre 1928 et mort le 19 juillet 2019[réf. nécessaire]) est éparque émérite melkite de Notre-Dame de l'Annonciation à Newton à partir de 2004.

## Biographie
Ordonné moine basilien en 17 février 1952. Jean Adel Elya est licencié en théologie à l'Université pontificale grégorienne de Rome.
Il est nommé archimandrite en 1977.
Il est nommé éparque auxiliaire melkite de Notre Dame de l'Annonciation à Newton, près de Boston, aux États-Unis et est consacré évêque le 29 juin 1986 .
En 25 novembre 1993, il devient éparque de ce même diocèse. Il se retire de cette charge le 22 juin 2004.

### Devise épiscopale
« Ut omnes unum sint » (« Afin que tous soit une seule chose »)